# Sarolta
Sarolta är en komisk opera i tre akter med musik av den ungerske kompositören Ferenc Erkel. Den hade urpremiär den 26 juni 1862 på Nationalteatern i Budapest. 

## Personer
- Sarolta (sopran)
- Gyula, riddare (baryton)
- Kung Geiza II (tenor)
- Ordító, kantor (baryton)
- Baron Belus (bas)
- Prästen (baryton)

## Handling
Akt 1. 
En fest pågår i byn Moson. Bykantorn Ordító är där med sin dotter Sarolta. Vid ljudet av herden Mártons pipa rusar alla ut för att lyssna. Ordító har länge sörjt att dottern inte är gift. Han skulle vilja ha ett barnbarn som tog över hans yrke. Sarolta medger att hon redan har en käresta, kungens riddare Gyula. Riddaren anländer. Ordító och Sarolta gömmer sig och lyssnar till hans kärlekssång. Sarolta stiger fram och uppmuntrar Gyula att be fadern om lov att gifta sig med henne. Ordító gillar riddaren också och går med på bröllop. Sarolta och fadern går iväg. Kungen anländer och ber Gyula att byta roller. När han bli ensam medger även han att han är kär i Sarolta. Hon kommer in men kungen uppvaktar henne förgäves. Hon förblir trogen mot Gyula. Ordító tror dock att friaren fortfarande är riddaren. Baron Belus noterar kungens passion och vill med alla medel förhindra kungens närmande till Sarolta.
Akt 2.
Kriget kommer närmare. Kungens oäkta son förbereder ett anfall mot Ungern. Kungen överraskar Sarolta med att återigen förklara henne sin kärlek. Ordító bannar den förklädde kungen. Under tiden dyker Gyula upp och rollbytet avslöjas. Ordító blir förbryllad och bestämmer att det nu vore bättre om dottern blev drottning i stället. Han uppmanar dotter att anta kungens frieri men hon vägrar.
Akt 3. 
Den förklädde kungen förklarar att han är beredd att gifta sig med Sarolta i Gyulas skepnad. Belus är vaksam och förhindrar det oförståndiga äktenskapet. Under tiden bråkar Ordító med dottern då han vill att hon ska gifta sig med kungen. Belus anländer med kungens order att Sarolta ska bli riddarens hustru. Belus är medveten om att kungen kommer att gifta sig med Sarolta utklädd till Gyula. Han kallar snabbt på Gyula och gifter bort honom med Sarolta. Ordító tror att kungens är hans nye svärson och sanningen uppenbaras först då kungen återvänder från striden. Den besvikne kungen bannar Gyula men utnämner honom samtidigt till kommendant av Mosons fästning.